# Abbaye de Wearmouth-Jarrow
L’abbaye de Wearmouth-Jarrow, ou de Monkwearmouth-Jarrow, est une abbaye bénédictine, composée de deux monastères jumeaux, fondés en Northumbrie par Benoît Biscop, l’un en 674, l’autre en 682.
Bien que ces monastères soient distants d'une dizaine de kilomètres, leur histoire est si étroitement liée qu’on associe le plus souvent leurs noms. Tous deux sont des monastères d’hommes : il ne s’agit donc pas d’un monastère double. Bède le Vénérable (figure illustre de Jarrow) en parle comme de « monastères jumeaux pour hommes ».

## Historique
Benoît Biscop est un ancien moine de Lindisfarne, premier monastère irlandais en terre anglo-saxonne. Ayant passé de longues années à Rome, devenu moine noir, Benoît est désormais au service de la tradition latine. Il sert de guide et d’interprète à l'évêque Théodore de Tarse, qui arrive à Canterbury en 669.
Benoît fonde en 674 le monastère Saint-Pierre de Wearmouth, sur une terre que lui donne le roi de Northumbrie, Ecgfrith, à l’embouchure de la Wear. Cette fondation constitue une étape importante dans le contrôle de la Bretagne insulaire par les moines noirs, autrement dit par Rome. Wearmouth est en effet situé non loin de la prestigieuse fondation irlandaise de Lindisfarne, de tradition celtique, qui rayonnait jusque-là sur les trois royaumes angles.

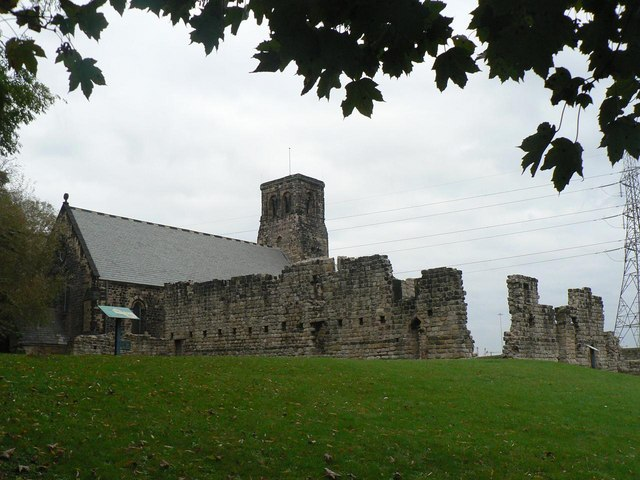
Monastère Saint-Paul de Jarrow.

Ecgfrith octroie d'autres terres, à onze kilomètres de là, à l’embouchure de la Tyne, où Benoît fonde en 682 un second monastère, Saint-Paul de Jarrow. Il s’agit d’un bâtiment de pierre, pour la construction duquel Benoît fait venir des ouvriers de Gaule. Autre nouveauté : les fenêtres sont fermées de verre, technique jusqu'alors inconnue en Bretagne insulaire. Ceolfrid, prieur de Wearmouth, devient le premier abbé du nouveau monastère.
En 688, les deux fondations sont réunies sous l’autorité de ce même Ceolfrid. Mais, dans ce qu’on appellera plus tard l’abbaye de Wearmouth-Jarrow, l’un des monastères n’est pas le prieuré de l’autre. Ils sont généralement considérés comme égaux, « un monastère en deux lieux », selon le vœu de leur fondateur.
Les premières années de Wearmouth-Jarrow sont les mieux connues grâce à Bède le Vénérable, moine à Jarrow et auteur de nombreux ouvrages dont l'un est une histoire des premiers abbés des deux monastères jusqu'au début du VIIIe siècle : Benoît Biscop, Eosterwine, Sigfrith, Ceolfrith et Hwætberht.
Les Norvégiens détruisent Jarrow en 794 puis dans les années 860. Reconstruit, il est saccagé, après la conquête normande, par Malcolm III d'Écosse. Il est rebâti quelques années plus tard.
Wearmouth et Jarrow passent alors sous la dépendance du grand prieuré-cathédrale de Durham. Les deux monastères sont sécularisés en 1536.